# Ronald Witherup
Ronald D. Witherup (ur. 1951) – amerykański duchowny rzymskokatolicki, od 2008 przełożony generalny Stowarzyszenia Prezbiterów św. Sulpicjusza.

## Życiorys
Święcenia kapłańskie przyjął 14 maja 1976. Urząd przełożonego generalnego pełni od września 2008.